# Ithaca (film)
Pour les articles homonymes, voir Ithaca.
Pour plus de détails, voir Fiche technique et Distribution.
Ithaca est un film américain réalisé par Meg Ryan et sorti en 2015.
C'est le premier film de l'actrice Meg Ryan, et c'est la première fois qu'elle retrouve Tom Hanks depuis le film Vous avez un message.

## Synopsis
En 1940, la famille Macauley est composée d'une veuve et de ses quatre enfants. L'ainé part au combat, et le cadet livre des télégrammes dans la ville d'Ithaca en Californie. À la suite du départ de son grand frère, du décès de son père, il veille sur sa mère, sa sœur et son petit frère.

## Fiche technique
- Réalisation : Meg Ryan

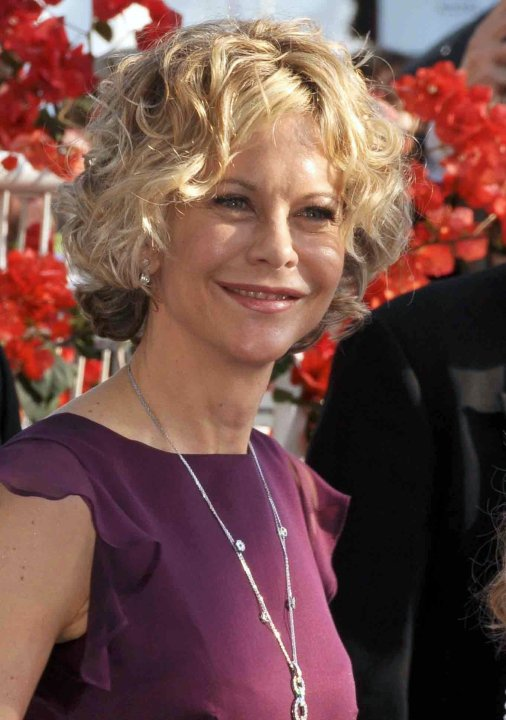
L'actrice et réalisatrice Meg Ryan au Festival de Cannes 2010.

- Scénario : Erik Jendresen d'après le roman Une comédie humaine de William Saroyan (paru en 1943)
- Production : Janet Brenner, Laura Ivey et Erik Jendresen
- Lieu de tournage : Virginie
- Musique : John Mellencamp
- Image : Andrew Dunn
- Montage : John F. Lyons
- Sociéte de distribution : Momentum Pictures
- Durée : 96 minutes
- Dates de sortie : 
  -  États-Unis
  - 23 octobre 2015 (Middleburg Film Festival)
  - 9 septembre 2016

## Distribution
- Alex Neustaedter : Homer Macauley
- Meg Ryan : Kate Macauley
- Jack Quaid : Marcus Macauley
- Sam Shepard : Willie Grogan
- Hamish Linklater : Tom Spangler
- Tom Hanks : Matthew Macauley
- Christine Nelson : Bess Macauley
- Spencer Howell : Ulysses Macauley
- Lois Robbins : Mrs. Beaufrere
- Robin Skye : Mrs. Brockington
- Scott Sheperd : Corbett
- Jacob Rodriguez : Shag